# Johannes Hähle
Johannes Karl Hähle (* 15. Februar 1906 in Chemnitz; † 10. Juni 1944 in La Bijude, Normandie) war ein deutscher Militärfotograf im Zweiten Weltkrieg.

## Leben
Hähle absolvierte eine Ausbildung zum Kaufmann und Fotografen. Zum 1. Mai 1932 trat er der NSDAP bei (Mitgliedsnummer 1.593.718), allerdings 1936/37 wieder gestrichen. Im Januar 1940 wurde er zur Wehrmacht eingezogen und dem Baubataillon 146 im Westen zugeteilt. Im Juli 1941 wurde Hähle zur Propagandakompanie (PK) 637 an die Ostfront versetzt. Als Bildberichter der 6. Armee machte er Luftaufnahmen vom Kriegsgeschehen an der Ostfront. Nach einem längeren Lazarettaufenthalt im Sommer 1942 aufgrund einer Verwundung wurde Hähle im September 1942 zu einer Propagandaabteilung in Potsdam versetzt. Er fotografierte Ende September 1941 die Spuren des Massakers von Babyn Jar und eines weiteren Massakers bei Lubny, es entstanden 29 Farbfotos. Diesen Film und einige weitere lieferte Hähle nicht bei seiner Einheit ab, sondern behielt sie für sich.
Im Winter 1942/1943 war Hähle Berichterstatter bei Rommels Afrikakorps. Einige Monate später diente er in der PK 698 in Belgien und Nordfrankreich, wo er Aufnahmen vom Atlantikwall machte. Am 10. Juni 1944 kam Hähle unter nicht geklärten Umständen bei den Invasionskämpfen im Dorf La Bijude in der Nähe von Caen ums Leben.

## Nachlass
Zu Kriegsende beschlagnahmten die Amerikaner mehrere Lastwagen mit Material der deutschen Propagandakompanien. 1962 übergaben sie das Material dem Koblenzer Bundesarchiv, darunter auch 108 von Hähle erstellte Filme. Die drei von Hähle zurückgehaltenen Filme, insbesondere das Farbmaterial, verkaufte seine Witwe 1954 an den Berliner Journalisten Hans Georg Schulz. Schwarzweißkopien der Aufnahmen dienten der Frankfurter Staatsanwaltschaft 1961 als Beweismittel und verschwanden danach in einem Archiv. Die Farbaufnahmen tauchten erst im Jahr 2000 wieder auf, als Schulz' Witwe sie an das Hamburger Institut für Sozialforschung verkaufte, das daraufhin das Bildmaterial seiner Wehrmachtsausstellung ergänzen konnte. Die Fotografien sind mittlerweile gemeinfrei und auf der Website des Instituts zum Download in hoher Auflösung verfügbar.